# SMO MHK Atłant Mytiszczi
SMO MHK Atłant Mytiszczi (ros. СМО МХК Атлант Мытищи) – rosyjski klub hokeja na lodzie juniorów z siedzibą w Mytiszczi.

## Historia
- Atłant 2 Mytiszczi (–2009)
- Mytiszczinskie Atłanty (2009–2012)
- Atłanty Mytiszczi (2012–2019)
- SMO MHK Atłant Mytiszczi (2019–)

Od 2009 drużyna występuje w rozgrywkach juniorskich MHL, w trakcie kolejnych lat nazwy drużyny ulegały zmianie. Początkowo zespół działa jako stowarzyszony z klubem Atłant Mytiszczi z seniorskich rozgrywek KHL, który funkcjonował do 2016. W późniejszych latach drużyna została stowarzyszona ze Spartakiem Moskwa.

## Sukcesy
- Pierwsze miejsce w Dywizji Centrum w sezonie zasadniczym MHL: 2012, 2015
- Pierwsze miejsce w Konferencji Zachód w sezonie zasadniczym MHL: 2013

## Szkoleniowcy
- Igor Bielajewski, Władimir Kuczerienko (2009/2010)[5]
- ? (2010/2011)[6]
- Władimir Czebaturkin, Igor Gorbienko (2011)[7]
- Wadim Jepanczincew (2012)
- ? (2012–2013)[8]
- Aleksiej Jaruszkin (2013–2015)[9][10]
- Wiaczesław Jakowienko (2015–2016)[11][12]
- Władimir Potapow (2016-2019)[13][14]
- Andriej Łuniow (2020–)[15][16][17]
- Władimir Tiurikow (2022-2023)[1]
- Nikołaj Lemtiugow (2023-)[18]

W sezonie MHL 2013/2014 asystentem trenera był Lew Bierdiczewski, a latem 2023 do sztabu wszedł Pawieł Walentienko.